# All in the Family (ER)
All in the Family is de veertiende aflevering van het zesde seizoen van de televisieserie ER, die voor het eerst werd uitgezonden op 17 februari 2000.

## Verhaal
Dr. Weaver komt aan op haar werk waar het valentijnsfeest nog in volle gang is. Zij verzoekt de aanwezigen om een eind aan het feest te maken en gaat een onderzoekskamer in. Daar ontdekt zij dr. Carter en Knight die zwaar bloedend op de vloer liggen. Zij zijn in een psychose neergestoken door Paul Sobriki, een patiënt van Knight die waarschijnlijk lijdt aan schizofrenie. De feestelijkheden stoppen abrupt en het medisch personeel van de SEH zet alles op alles om dr. Carter en Knight te redden. Uiteindelijk kunnen de twee naar de afdeling chirurgie. De collega’s die achterblijven op de SEH kunnen niets anders doen dan afwachten en hopen dat zij het redden. In de operatiekamers vechten dr. Benton en dr. Anspaugh voor het leven van dr. Carter. Dr. Romano en dr. Corday zijn met Knight bezig. Ondertussen probeert dr. Kovac de vrouw van Sobriki ervan te overtuigen om te vertellen waar hij zit zodat zij hem kunnen helpen met zijn ziekte. Dr. Carter en Knight overleven de operatie en het ziet er naar omstandigheden toch goed uit voor hen. Knight krijgt dan complicaties en moet opnieuw geopereerd worden, helaas overleeft zij de nieuwe operatie niet. Als de rust wedergekeerd is op de SEH zoekt het personeel steun bij elkaar om hun verdriet te delen.

## Rolverdeling

### Hoofdrollen
- Anthony Edwards - Dr. Mark Greene
- John Cullum - David Greene
- Noah Wyle - Dr. John Carter
- Laura Innes - Dr. Kerry Weaver
- Alex Kingston - Dr. Elizabeth Corday
- Judy Parfitt - Isabelle Corday
- Eriq La Salle - Dr. Peter Benton
- Michael Michele - Dr. Cleo Finch
- Goran Višnjić - Dr. Luka Kovac
- Paul McCrane - Dr. Robert Romano
- Erik Palladino - Dr. Dave Malucci
- Ming-Na - Dr. Jing-Mei Chen
- John Aylward - Dr. Donald Anspaugh
- John Doman - Dr. Carl Deraad
- Kellie Martin - Lucy Knight
- Julianna Margulies - verpleegster Carol Hathaway
- Maura Tierney - verpleegster Abby Lockhart
- Yvette Freeman - verpleegster Haleh Adams
- Ellen Crawford - verpleegster Lydia Wright
- Conni Marie Brazelton - verpleegster Connie Oligario
- Laura Cerón - verpleegster Chuny Marquez
- Deezer D - verpleger Malik McGrath
- Bellina Logan - verpleegster Kit
- Gedde Watanabe - verpleger Yosh Takata
- Lily Mariye - verpleegster Lily Jarvik
- Dinah Lenney - verpleegster Shirley
- Lucy Rodriguez - verpleegster Bjerke
- Pamela Sinha - verpleegster Amira
- Suzanne Carney - OK verpleegster Janet
- Montae Russell - ambulancemedewerker Dwight Zadro
- Lyn Alicia Henderson - ambulancemedewerker Pamela Olbes
- Emily Wagner - ambulancemedewerker Doris Pickman
- Kristin Minter - Randi Fronczak
- Demetrius Navarro - Morales

### Gastrollen (selectie)
- David Krumholtz -  Paul Sobriki
- Liza Weil - Samantha Sobriki
- Joe Basile - politieagent Tom Bennini
- David Roberson - politieagent Durcy
- Brad Blaisdell - rechercheur
- Sam Vlahos - Pablo
- Perry Anzilotti - Perry
- Debbie Podowski - Brenda